# Alfaro, La Rioja
Alfaro, La Rioja tỉnh và cộng đồng tự trị La Rioja, phía bắc Tây Ban Nha. Đô thị này có diện tích là 194,12 ki-lô-mét vuông, dân số năm 2009 là 9.993 người với mật độ 50,91 người/km². Đô thị này có cự ly 73 km so với Logroño, 22 km so với Calahorra.